# Las Garzas, Chiapas
Las Garzas är en ort i Mexiko.   Den ligger i kommunen Pijijiapan och delstaten Chiapas, i den sydöstra delen av landet, 800 km sydost om huvudstaden Mexico City. Las Garzas ligger 14 meter över havet och antalet invånare är 227.
Terrängen runt Las Garzas är platt. Runt Las Garzas är det ganska glesbefolkat, med 28 invånare per kvadratkilometer. Närmaste större samhälle är Pijijiapan, 10,0 km nordost om Las Garzas. Omgivningarna runt Las Garzas är en mosaik av jordbruksmark och naturlig växtlighet.